# Scoubidou

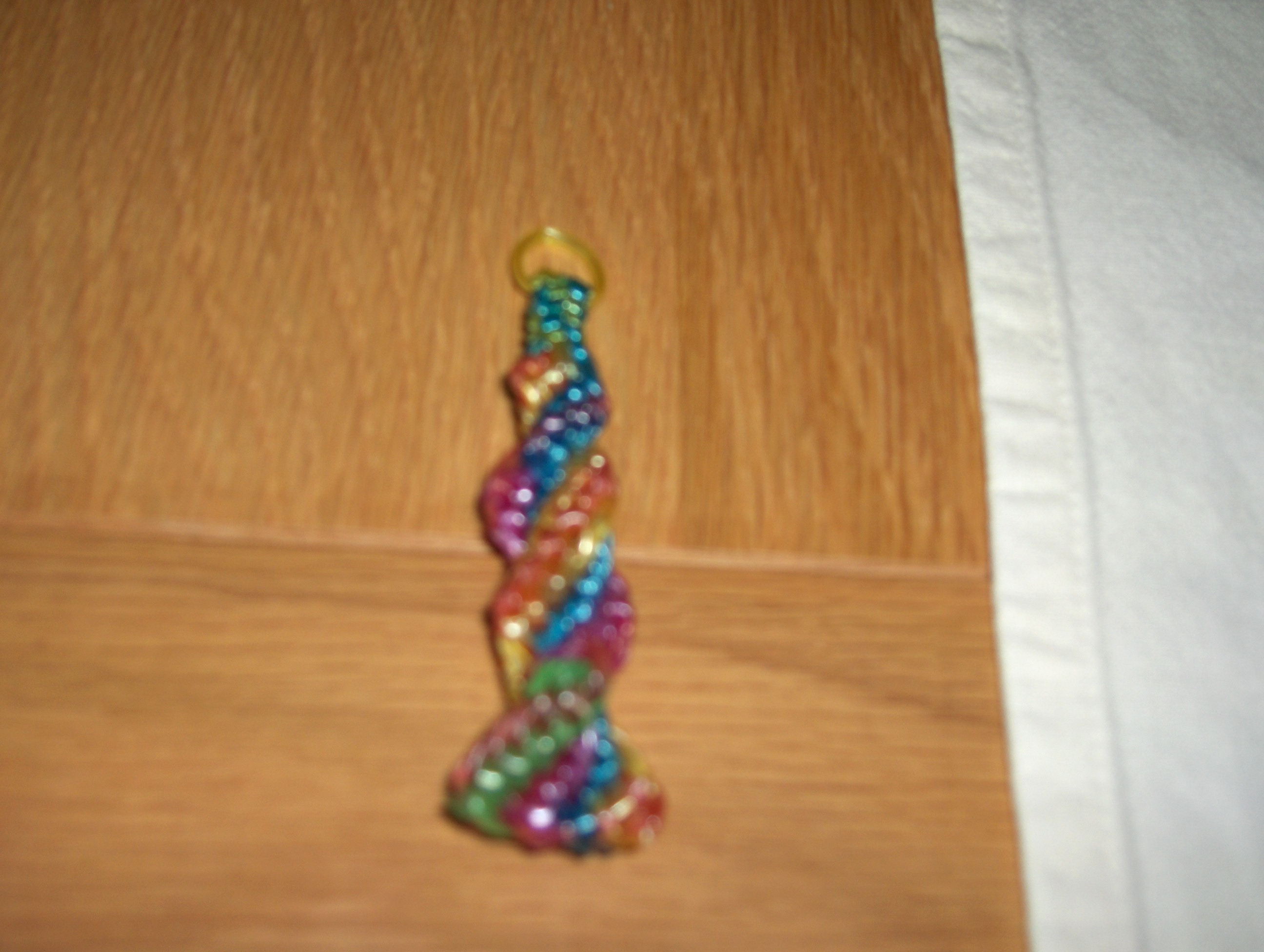
Ronde knoop gemaakt van scoubidoutouwtjes

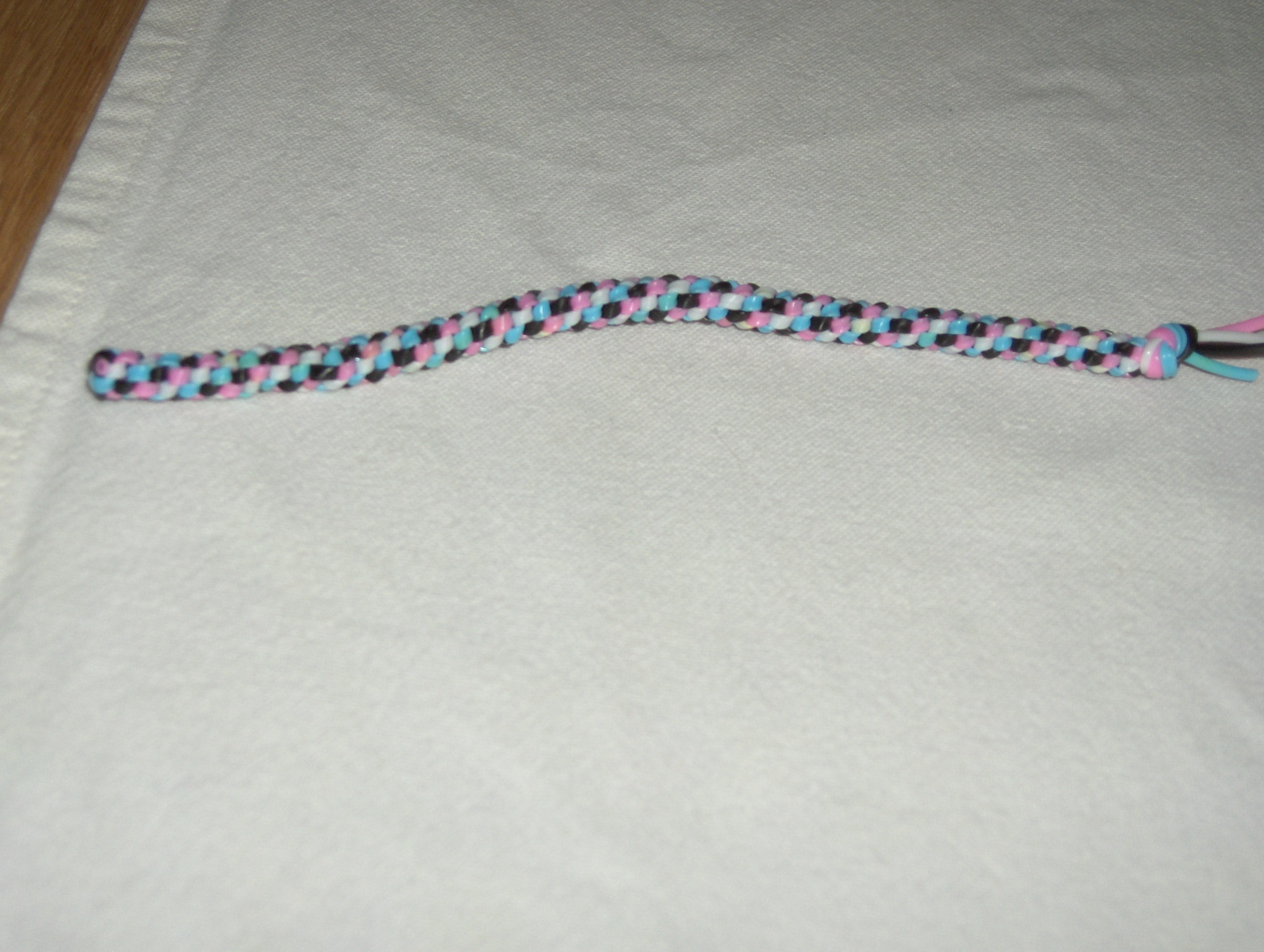
Ronde knoop met 4 touwtjes

Scoubidou was, onder andere in 2004, een rage waarbij het knopen van plastic touwtjes centraal staat. De naam is afgeleid van het liedje met die titel uit 1958 van Sacha Distel. Scoubidou is afkomstig uit Frankrijk, waar het, net als in België, in de jaren 60 ook al een rage was. Uitvinder Henri Courtet uit Bagneux was voor de naam wel geïnspireerd door het liedje maar, om niet in conflict te komen omtrent het merkenrecht, noemde hij zijn uitvinding aanvankelijk Yscoudouby.
De scoubidous zijn soepele, ronde, holle plastic draadjes van ongeveer 80 centimeter lang. Ze zijn in verschillende kleuren, maten en soorten te verkrijgen. Met deze draadjes kunnen allerlei dingen gemaakt worden door ze aan elkaar te knopen met speciale knooptechnieken (rond, recht). Meestal knoopt men met 2 scoubidoutouwtjes, maar het kan ook met meerdere touwtjes. Met scoubidou kan men bijvoorbeeld sleutelhangers, vriendschapsbandjes en andere frutsels maken. In de Verenigde Staten heet het boondoggle.
In juli 2004 kwam scoubidou negatief in het nieuws toen uit Duitse en Nederlandse onderzoeken bleek dat het plastic te grote hoeveelheden van de weekmaker ftalaat bevatte. Later maakte de Nederlandse Voedsel- en Warenautoriteit (VWA), na onderzoek, bekend dat er slechts zeer kleine hoeveelheden ftalaten vrijkomen, waarbij de schadelijkheid, ook voor kleine kinderen, nihil is.